# 防垢剂
除垢剂是用来从如水龙头，水壶，抽水马桶和水管上，去除水垢的溶液。除垢剂通常含有酸作为活性成分，如乙酸、乳酸、柠檬酸、磷酸、盐酸、或氨基磺酸。
虽然许多除垢剂都是酸，但这并不是必需的。通常的除垢机制是通过螯合作用完成的。这种类型的除垢剂可能是最有效的。特别是膦酸盐是熟知的阈值效应阻垢剂。